# Chicago Temple Building
Le Chicago Temple Building est une tour-église haute de 173 mètres située dans le centre-ville de Chicago, dans l'État de l'Illinois, aux États-Unis. C'est le foyer de la congrégation First United Methodist Church of Chicago. Le bâtiment a été achevé en 1924 et dispose de vingt-trois étages dédiés aux religieux. Il s'agit de la plus haute église dans le monde, (la Cathédrale d'Ulm en Allemagne est la plus haute des églises ayant toujours un usage religieux). Il a été conçu dans le style néogothique par le cabinet d'architectes américain Holabird and Root.

## Historique
La congrégation a été fondée en 1831 et a construit une cabane en rondins sur la rive nord de la rivière Chicago en 1834. En 1838, elle a déplacé la cabane de l'autre côté de la rivière jusqu'à l'angle de Washington Street et Clark Street. La structure actuelle a été achevée après un débat au sein de la congrégation pour savoir si l'église devait rester dans le centre-ville de Chicago ou vendre ses précieuses propriétés et déménager dans les quartiers périphériques alors en pleine croissance.

## Description
Il a été le plus grand bâtiment de Chicago de 1924 jusqu'à 1930 où il a été dépassé par le Chicago Board of Trade Building.
Le bâtiment se compose de béton et d'acier et est conçu dans le style néogothique.
Le bâtiment abrite trois sanctuaires :
- le premier sanctuaire se situe au rez-de-chaussée avec des places assises disponibles pour 1 200 personnes ;
- le deuxième sanctuaire, également connu comme la « chapelle Dixon », est situé au deuxième étage ;
- le troisième sanctuaire aussi connu comme la « Sky Chapelle » est le plus petit des trois sanctuaires et se situe en dessous du clocher et des chaises pour trente personnes.

La Sky Chapel (la chapelle du ciel) a été instaurée en 1952 par le don de Myrtle Walgreen en mémoire de son mari qui a fondé la chaîne de pharmacie sous leur nom de famille.
Il sert également de résidence presbytère pour le pasteur principal de l'église méthodiste. Le sixième étage de l'immeuble comprenait le bureau de Clarence Darrow, un procureur ayant assisté à de célèbres procès.